# Liv Lindeland
Liv Lindeland, född 7 december 1945 i Norge, är en norsk fotomodell och skådespelare.
Lindeland flyttade till USA 1965, började en karriär som fotomodell i Boston, och flyttade fyra år senare till Los Angeles för att leta efter skådespelarjobb. Lindeland utsågs till herrtidningen Playboys Playmate of the Month för januari 1971 och till Playmate of the Year för 1972.

## Filmografi
- Evel Knievel (film) (1971)
- Save the Tiger (1973)
- Dirty O'Neil (1974)
- The Photographer (film) (1975)
- Win, Place or Steal (1975)
- Picasso Trigger (1988)
- Guns (1990)